# Diatrypaceae
Diatrypaceae Nitschke – rodzina grzybów z rzędu próchnilcowców (Xylariales).

## Charakterystyka
Grzyby nadrzewne rozprzestrzenione na całym świecie, o różnym trybie życia; są wśród nich saprotrofy, pasożyty i endofity. Niektóre z nich mają znaczenie ekonomiczne, powodują bowiem grzybowe choroby roślin uprawnych. Wytwarzają podkładki, a w nich perytecja z alantoidalnymi (kiełbaskowatymi) askosporami.

## Systematyka
Pozycja w klasyfikacji według Index Fungorum
Xylariales, Xylariomycetidae, Sordariomycetes, Pezizomycotina, Ascomycota, Fungi.
Rodzaje
Według aktualizowanej klasyfikacji Index Fungorum bazującej na Dictionary of the Fungi do rodziny tej należą liczne rodzaje. Wśród występujących w Polsce są to:
- Anthostoma Nitschke 1867
- Cryptosphaeria Ces. & De Not. 1863
- Diatrype Fr. 1849 – gruzak
- Diatrypella (Ces. & De Not.) De Not. 1863
- Eutypa Tul. & C. Tul. 1863[2].
- Eutypella (Nitschke) Sacc. 1875
- Peroneutypa Berl. 1902